# ألبرتو منديز
ألبرتو منديز (24 أكتوبر 1974 في ألمانيا - ) هو مدرب كرة قدم ولاعب كرة قدم ألماني وإسباني في مركز الوسط. لعب مع أيك أثينا ودارمشتات 98 وراسينغ فيرول ونادي أرسنال ونادي أونترهاخينغ ونادي ساندهاوزن و1. SC Feucht ‏ وأتلاتيك أنوسيس قسطنطينبولس ‏ وFC Amberg ‏ وSpVgg Weiden ‏ وSpVgg Bayreuth ‏ ونادي تيراسا ‏ وTSV Vestenbergsgreuth ‏ وSpVgg Ansbach ‏.

## وصلات خارجية
- ألبرتو منديز على موقع قاعدة بيانات كرة القدم.إي يو (الإنجليزية)
- ألبرتو منديز على موقع بيانات كرة القدم. دي إي (الألمانية)
- ألبرتو منديز على موقع Soccerbase.com (لاعب) (الإنجليزية)
- ألبرتو منديز على موقع عالم كرة القدم.نت (الإنجليزية)